# Ewin Ryckaert
Pour les articles homonymes, voir Ryckaert.
Ewin Ryckaert est un monteur belge. 
Il a été nommé cinq fois pour le prix Magritte du meilleur montage pour son travail dans Les Géants (2011), Couleur de peau : miel (2012), Tango libre (2012), Tous les chats sont gris (2014) et Nobody Has to Know (2021).
Ses crédits de monteur incluent également Un honnête commerçant (2002), La Femme de Gilles (2004), Waiter ! (2006), Puppylove (2013) et La Volante (2015).

## Filmographie partielle

### Au cinéma
- 1990 :  Koko Flanel  (co-monteur)
- 1991 :  Beste papa  (court métrage)
- 1991 :  Vol-au-vent  (court métrage)
- 1991 :  Zondag  (court métrage)
- 1992 :  Passion  (court métrage)
- 1992 :  Viva  (court métrage)
- 1992 :  Variatie op een kus  (court métrage)
- 1992 :  Solum solum, alleen maar aarde  (court métrage)
- 1993 :  Mr. Sunday  (court métrage)
- 1993 :  Republiek  (court métrage)
- 1993 :  Bekentenissen  (court métrage)
- 1993 :  Aan zee  (court métrage)
- 1994 :  Paul, un portrait  (court métrage)
- 1994 :  Bonjour  (court métrage)
- 1994 :  Liefde en decibels  (court métrage)
- 1994 :  Laudanum  (court métrage)
- 1994 :  Twee zusters  (court métrage)
- 1994 :  Ouf!  (court métrage)
- 1995 :  Omelette à la flamande  (court métrage)
- 1995 :  Beauville de Rudolf Mestdagh (court métrage)
- 1995 :  Tour de France  (court métrage)
- 1996 :  Dagen, maanden, jaren
- 1996 :  Alles moet weg
- 1996 :  Jingle Bells  (court métrage)
- 1997 :  Casta Diva  (court métrage)
- 1997 :  Stille ogen  (court métrage)
- 1997 :  Joli môme  (court métrage)
- 1997 :  Just to Be a Part of It  (court métrage)
- 1997 :  Saint  (court métrage)
- 1997 :  The Bloody Olive  (court métrage)
- 1998 :  Not All that 'The World' Does Is Good for a Mennonite
- 1998 :  S.
- 1998 :  Cha cha cha  (court métrage)
- 1998 :  Matroos  (court métrage)
- 1998 :  Taxi Dancer  (court métrage)
- 1999 :  To Speak  (court métrage)
- 1999 :  Man van staal
- 2000 : Team Spirit
- 2000 :  Feu de camp  (court métrage)
- 2000 :  Thomas est amoureux
- 2000 :  Bzz  (court métrage)
- 2001 :  Mireille et Lucien  (court métrage)
- 2001 :  Nous ne sommes pas les derniers  (court métrage)
- 2002 :  La Paille et la Poutre  (court métrage)
- 2002 :  Un honnête commerçant
- 2003 :  Joséphine  (court métrage)
- 2003 :  Team Spirit 2
- 2003 :  J'ai toujours voulu être une sainte
- 2004 :  La Femme de Gilles
- 2005 :  La Couleur des mots de Philippe Blasband
- 2005 :  Bunker Paradise de Stefan Liberski
- 2005 :  1 clé pour 2  (court métrage)
- 2005 :  L'automne, c'est triste en été...  (court métrage)
- 2005 :  Ultranova
- 2005 :  Linda & Ali: Two Worlds Within Four Walls
- 2006 : Ober (Waiter !) d'Alex van Warmerdam
- 2006 :  Comme tout le monde
- 2007 :  Ni oui ni nom  (court métrage)
- 2008 :  Eldorado
- 2009 :  L'Éclusier  (court métrage)
- 2009 :  Domination
- 2010 :  Kill Me Please
- 2010 :  Estela
- 2010 :  HH, Hitler à Hollywood de Frédéric Sojcher
- 2011 :  Les Géants
- 2012 :  Tango libre de Frédéric Fonteyne
- 2012 :  Couleur de peau : Miel
- 2012 :  Mode in Belgium
- 2013 :  Puppylove
- 2013 :  Tishina  (court métrage)
- 2013 :  Post partum
- 2014 :  Son épouse
- 2014 :  Raconte-moi des salades  (court métrage)
- 2014 :  Milky Way
- 2015 :  La Volante
- 2016 :  A Real Vermeer  (non crédité)
- 2016 :  Beast!  (court métrage)
- 2017 :  Les Fleurs amères
- 2017 :  Drôle de père
- 2017 :  Icare  (court métrage)
- 2018 :  Ashcan: la prison secrète
- 2019 :  Muidhond
- 2020 :  Alwaar de koe verdween  (court métrage)
- 2020 : Le Passant  (court métrage)
- 2021 :  De Onbekende Soldaat  (court métrage)
- 2021 :  The Tears of Things  (court métrage)
- 2021 :  L'Ombre d'un mensonge
- 2022 :  Demain, si tout va bien

### À la télévision
- 2002 :  Maigret  (1 épisode)
- 2007 :  Kika & Bob  (1 épisode)
- 2016 :  Chaussée d'Amour  (5 épisodes)
- 2022 :  Pandore  (5 épisodes)

## Récompenses et distinctions
- (en) Ewin Ryckaert: Awards, sur l'Internet Movie Database